# Roy del espacio
Roy del espacio es una película animada de ciencia ficción y aventuras mexicana de 1983, dirigida por Rafael Ángel Gil y Héctor López Carmona, a partir de un guion que escribieron con Ulises Pérez Aguirre. Es una de las primeras películas mexicanas en la historia de la animación en México.

## Argumento
Roy, junto al doctor Faz y la psicóloga Elena, viaja a un planeta distante y se enfrenta a un emperador malvado que quiere conquistar el planeta Tierra.

## Reparto de voces
- José Chorena como Trax[6]
- Guillermo Coria como soldado[6]
- Juan Domingo Méndez como Trix[6]
- Arturo Fernández como científico[6]
- Patricia Martínez como princesa[6]
- Rommy Mendoza como Helena[6]
- Rubén Moya como Rey Alome[6]
- Salvador Nájar como Roy[6]
- Esteban Siller como doctor Faz[6]
- Álvaro Tarcisio como príncipe Leo[6]
- Braulio Zertuche como científico[6]

## Recepción

### Crítica
Roy del espacio se estrenó en doce teatros y cines de la Ciudad de México el 3 de marzo de 1983, pero fue rápidamente retirada de exhibición debido a la poca aceptación del público. No se disponen de reseñas hechas al momento de su estreno, pero críticas retrospectivas la catalogaron como «un ejemplo de ineptitud artística», y la denominaron como «un auténtico desastre». La cinta también fue criticada por su uso excesivo de clichés sobre la ciencia ficción y su bajo nivel de animación, con dibujos muy rudimentarios y movimientos toscos; en adición, hubo quejas por el plagio de Flash Gordon, de cuyo serial cinematográfico de 1936 se calcaron fotogramas para usarlos como base para los personajes y escenas de Roy.

## Preservación
Se considera como una película perdida, debido a que solo existen algunas fotos fijas y carteles de promoción de la misma. Sin embargo, se cuenta que se conservan los negativos del filme en la Cineteca Nacional.